# Det Danske Gastronomiske Akademi
Det Danske Gastronomiske Akademi blev stiftet i 1964 på initiativ af Mogens Brandt, støttet af Mogens Lind, Christian Elling, Jens Kruuse, Ejler Jørgensen, John Price m.fl.
Akademiet søger uafhængigt af kommercielle interesser at fremme mad- og måltidskulturen i Danmark. Kvalitetsbegrebet tolkes bredt. Det omfatter smag, udseende, næringsværdi, ufarlighed, formålstjenlighed samt prisrimelighed. Akademiet støtter og opmuntrer initiativer til forbedring og fornyelse af udbuddet af varer og tjenesteydelser af høj kvalitet, bl.a. ved at uddele hædersdiplomer. Endelig bidrager akademiet til udgivelse af relevant litteratur.
Medlemmer var fx Poul Henningsen, Paul Hammerich, Hans-Jørgen Nielsen, Leif Blædel, Grete Grumme og Lillian von Kauffmann. 
Nuværende præsident er Ole G. Mouritsen. Hans forgængere tæller bl.a. Rune Roepstorff Nissen og Bi Skaarup.

## Ekstern henvisning
- Det Danske Gastronomiske Akademis hjemmeside Arkiveret 9. juni 2007 hos  Wayback Machine